# Filocolo
O Filocolo (orig. Il Filocolo) é um romance escrito por Giovanni Boccaccio entre 1335-36. É considerado o primeiro romance da literatura italiana escrito em prosa. É baseado em uma história muito popular da época, Florio e Biancifiore. Esta obra data da juventude de Boccaccio; foi escrito durante sua estada em Nápoles em 1336.
Os dois protagonistas são Florio, filho do rei da Espanha, e Biancifiore, um órfão. Tendo crescido juntos, eles estão apaixonados e são forçados a viver muitas aventuras e infortúnios que os dividem. No final, após muitas viagens de Florio em busca de seu amor sob o pseudônimo de Filocolo, eles se reencontram.
Durante uma estada em Nápoles, Florio, frustrado por uma tempestade no mar, caminha perto do túmulo de Virgílio, onde se vê atraído pela melodia que vem de um jardim vizinho. Aqui ele encontra Caleone (que representa o próprio Boccaccio), que faz parte de uma "nobre brigada" e convida Florio para se juntar a eles. Outra integrante do grupo é Fiammetta (Maria d'Aquino) que é eleita sua rainha. Cada um do grupo, por sua vez, propõe uma questão de amor. Esta seção é particularmente significativa porque prenuncia o esquema do Decamerão.